# Мазур, Николай Иванович
Николай Иванович Мазур (2 января 1948 — 10 октября 2015) — монументалист, скульптор, живописец-станковист, график, педагог . Заслуженный художник Украины (1996). Народный художник Украины (2008). Почетный гражданин города Хмельницкого.

## Биография
Родился 2 января 1948 года в зерносовхозе Кущевская Кущевского района Краснодарского края России.
В 1968 году окончил Одесское художественное училище им. М. Б. Грекова.
С 1968 по 1979 годы преподавал в Хмельницкой детской художественной школе, с 1973 г.. — её директор. С 2002 года — старший преподаватель специальных дисциплин отделения «Дизайн» Хмельницкого государственного университета, с 2004 года — доцент кафедры дизайна Хмельницкого национального университета, с 2006 года — руководитель учебно-творческой мастерской ХНУ.
Участвовал в выставках различных уровней с 1972 года. Член Национального союза художников Украины с 1987 года. С 7 января 1992 года по 27 июля 1992 года — председатель правления Хмельницкой областной организации Национального союза художников Украины.
Произведения хранятся в музеях городов Хмельницкого, Винницы, Черновцов, Одессы, Силистры (Болгария), Бора, Белграда (Сербия), Модесто (США), в частных коллекциях в Украине, России, Бельгии, Болгарии, Израиле, Канаде, Германии, Литве, Польши, Сербии, США .
Умер после тяжелой болезни в ночь с 9 на 10 октября 2015 года.

## Семья
- жена — Мазур Людмила Александровна, художник-график
- сын — Мазур Богдан Николаевич, скульптор
- дочь — Мазур Оксана Николаевна, художник и искусствовед

## Творчество

### Выставки
Персональные выставки
- 1986 — Черновцы, выставочный зал Союза художников
- 1988 — Хмельницкий, выставочный зал Художественного фонда
- 1991 — Хмельницкий, выставочный зал Союза художников
- 1992 — Винница, выставочный зал областного краеведческого музея
- 1992 — Ровно, выставочный зал Союза художников
- 1992 — Черновицкий художественный музей
- 1994 — Хмельницкий областной художественный музей, выставка семьи Мазуров
- 1995 — Хмельницкий областной художественный музей
- 1996 — Хмельницкий областной художественный музей
- 1998 — Хмельницкий, выставочный зал Союза художников
- 1998 — Каменец-Подольский, картинная галерея Каменец-Подольского исторического музея-заповедника
- 1999 — Хмельницкий, Национальная академия Государственной пограничной службы Украины имени Богдана Хмельницкого
- 1999 — Киев, галерея «Ява»
- 2001 — Киев, Украинский дом
- 2003 — Нетешин, галерея «Арт-Пласт»
- 2010 — Киев, галерея АВС-арт

### Избранные произведения
монументальное искусство
- Скульптурная композиция «Веселый поезд» в кинотеатре «Планета», Хмельницкий (1989—1991)
- «Ангел скорби», памятник жертвам репрессий коммунистического режима, Хмельницкий (1998)
- Памятник "Героям Чернобыля — пожарным ", Хмельницкий (2004)[2]
- Мемориал «Подолянам, павшим в Афганистане и других локальных войнах», Хмельницкий (2007)[3]
- Экспозиция Музея памяти жертв Голодомора 1932—1933 годов в Хмельницкой, Меджибож (2008)
- Монумент «Дети мои соколы», Заповедник «Гетманская столица» (2009)
- Памятник «Молитва за Украину», Заповедник «Гетманская столица» (2009)
- Памятный знак «Шабли», в честь 350-летия победы в Конотопской битве, Шаповаловка (2009)[4]
- Монумент «Вера, Надежда и Любовь», Хмельницкий (2011)[5]
- Памятник Героям Небесной Сотни, Хмельницкий (2017)

- Скульптурная композиция «Веселый поезд»
- Памятник «Ангел скорби»
- Памятник «Героям Чернобыля — пожарникам»
- Мемориал «Подолянам, павшим в Афганистане и других локальных войнах»
- Монумент «Вера, Надежда и Любовь»

- Экспозиция Музея памяти жертв Голодомора 1932—1933 годов на Хмельничине

живопись
- «Судьба», «Сеятель» (1990)
- «Лесничий». Оргалит, темпера (1990)
- «На полпути жизни». Картон, темпера (1990)
- триптих «Пепел надежд» (1991)
- «Огненная ночь» (1992)
- цикл «Подольская рапсодия» (1994)
- «Подолянка» (1996)
- «Горы» (2002)
- «Восход», «Двое», «Люда» (2003)
- «Воспоминание о Люду» (2004)
- серия «Революция Достоинства» (2014—2015)

## Отличия и награды
- Орден «За заслуги» III степени (2007)[6]
- Народный художник Украины (2008)[7]
- Заслуженный художник Украины (1996)
- Знак Почетного отличия «За заслуги перед Хмельнитчиной» (2011)
- Почетный гражданин города Хмельницкого (2012)[8]
- Первая премия МВД СССР за оформление детского автогородка (1982)
- Республиканская премия им. Н. Островского (1989)
- Областные премии «Корчагинец» (1987), им. Т. Г. Шевченко (1993), им. В. К. Розвадовского (1995)
- Городская премия им. Б. Хмельницкого (1996)
- «Человек года» (м. Хмельницький) в номинации «Художник» (1998), в номинации «Духовность» (2012)
- Всеукраинская премия «Золотая фортуна» (2001)
- Областная премия им. Я.Гальчевского (2003)